# توم روني (سياسي)
توماس جوزيف «توم» روني (بالإنجليزية: Tom Rooney)‏ (21 نوفمبر 1970) هو ممثل الولايات المتحدة لمنطقة الكونغرس السابعة عشر في ولاية فلوريدا، ويخدم في الكونغرس منذ عام 2009. وهو عضو في الحزب الجمهوري الأمريكي.